# 김선우 (정치인)
김선우(金善佑, 1915년 6월 8일 ~ 1987년 6월 1일)는 대한민국의 정치인이다. 제3대, 제4대 민의원의원을 지냈다.

## 약력
- 충청북도 보은 출생
- 보은보통학교 졸업
- 중앙여객자동차회사 사장
- 자유당 보은군 당위원장
- 자유당 중앙당 조사부 차장
- 독촉국민회 보은군 부지부장
- 대동청년단 중앙집행위원
- 대한반공총연맹 보은군 위원

## 역대 선거 결과
|  | 5.41% |

|  | 32.20% |

|  | 41.50% |

|  | 17.06% |

|  | 6.51% |

|  | 4.95% |

## 참고 문헌
- 《대한민국 의정총람》, 국회의원총람발간위원회, 1994년
- 김선우 - 대한민국헌정회